# ميدولارك ليمون
ميدولارك ليمون (بالإنجليزية: Meadowlark Lemon) (مواليد 25 أبريل 1932 في ويلمنتجون، كارولاينا الشمالية، الولايات المتحدة - الوفاة 27 ديسمبر 2015)، كان لاعب كرة سلة وممثل وكاهن أمريكي. عُرف باسم «الأمير المهرج» لمدة 22 سنة خلال لعبه مع فريق هارلم غلوبتروترز لكرة السلة. لعب أكثر من 16,000 مباراة لناديه غلوبتروترز، وقد خُلِّد اسمُهُ في قاعة نايسميث التذكارية لمشاهير كرة السلة.
قال عنه أسطورة كرة السلة ويلت تشامبرلين عندما سُئل عن رأيه في من يكون أفضل لاعب في كل العصور، أجاب: «صدق أو لا تصدق، ميدولارك ليمون».

## روابط خارجية
- ميدولارك ليمون على موقع IMDb (الإنجليزية)
- ميدولارك ليمون على موقع الموسوعة البريطانية (الإنجليزية)
- ميدولارك ليمون على موقع ألو سيني (الفرنسية)
- ميدولارك ليمون على موقع ميوزك برينز (الإنجليزية)
- ميدولارك ليمون على موقع أول موفي (الإنجليزية)
- ميدولارك ليمون على موقع قاعدة بيانات الأفلام السويدية (السويدية)
- ميدولارك ليمون على موقع إن إن دي بي (الإنجليزية)
- ميدولارك ليمون على موقع قاعدة بيانات الفيلم (الإنجليزية)
- ميدولارك ليمون على موقع كينوبويسك (الروسية)